# Ivan Vandor
Ivan Vandor (Pécs, Hongria, 13 d'octubre de 1932 - Giove, Província de Terni, Úmbria, Itàlia, 15 de novembre de 2020) fou un músic, compositor, etnomusicòleg i professor universitari italià d'origen hongarès.
Nascut a Pécs, Vandor es va traslladar a Roma, Itàlia, amb la seva família el 1938, on va desenvolupar una important carrera com a compositor i etnomusicòleg. Començà a estudiar violí amb sis anys i piano amb vuit anys. Dels setze als vint anys fou un saxofonista de jazz. El 1959 es va llicenciar en Composició amb Goffredo Petrassi al Conservatori Superior de Música Santa Cecilia de Roma.
El 1971 es va llicenciar en etnomusicologia per la Universitat de Califòrnia (UCLA) a Los Angeles. Va estudiar la música del budisme tibetà a les regions de l'Himàlaia, i fou autor del llibre "La Musique du Bouddhisme Tibétain" (1977). Successor del seu fundador, Alain Daniélou, va dirigir l'Institut Internacional d'Estudis de Música Comparada a Berlín Occidental fins al 1983, quan va renunciar després de crear l'Escola de Música Intercultural de l'Institut Internacional d'Estudis de Música Comparada a Venècia. Al mateix temps, va emprendre l'activitat de professor de composició, primer al Conservatori Superior de Música de Bolonya i després al Conservatori de Santa Cecília de Roma. Juntament amb Goffredo Petrassi, Ennio Morricone, Frederick Rzewski i Alvin Curran, entre d'altres, va formar part del famós grups d'improvisació Nuova Consonanza i Musica Elettronica Viva (MEV), amb els quals va realitzar una intensa recerca de nous camins musicals.
Va escriure música orquestral i de música de cambra. De la desena de bandes sonores que va compondre per al cinema, destaca Anirem a la ciutat (Andremo in città, 1966), dirigida per Nelo Risi, on predominen formes clàssiques, fonamentalment amb una component melòdica, al costat d'una altra de dramàtica, i fins i tot melancòlica.
Va succeir Alain Danielou com a president de l'Institut Internacional d'Estudis Musicals Comparats de Berlín, mantenint-se al càrrec fins al 1983, assumint la "Scuola Interculturale di Musica" de Venècia. Fou vicepresident de la Societat Italiana d'Etnomusicologia, professora visitant de Composició a la Universitat de Michigan, a Ann Arbor.
Entre les seves composicions es troben Poèmes imaginaires (1987), Notes on 4 intervals (1988), Offrandes 2 (1993), Nouvelles errances per 20 archi solisti (1998), In trasparenza per clarinetto, violino e 15 archi (1999), In penombra per flauto, clarinetto, viola e violoncello (2001), In memoriam Tadeusz Moll per flauto/flauto contralto, clarinetto/clarinetto basso, corno, violino, viola e violoncello (2007), Otto pezzi brevi per violoncello e pianoforte (2011); Trio per archi (2013) i Violino e viola - Canone triplo (2015).